# Guilherme Guinle
Guilherme Guinle (Rio de Janeiro, 27 de janeiro de 1882 — Roma, 20 de maio de 1960) foi um empresário brasileiro e membro da família Guinle.

## Biografia

### Primeiros anos
Segundo filho de Eduardo Palassin Guinle, fundador da Companhia Docas de Santos, Guilherme Guinle graduou-se em engenharia civil pela Escola Politécnica do Rio de Janeiro, em 1905.
Fixou-se então na Bahia, onde se envolveu na construção de usinas hidrelétricas. De volta ao Rio de Janeiro, fundou o Banco Boavista.
Guilherme Guinle inicia sua participação no processo de industrialização ao lado de seu pai que, na década de 1880, havia recebido a concessão do Governo Federal para operar o Porto de Santos.
Em 1918, seis anos após a morte de seu pai, Guilherme Guinle torna-se presidente da Companhia Docas de Santos. Com o porto de Santos já consolidado e a economia em ascensão, impulsionado pela pulsante exportação do café, Guilherme buscava ampliar o Porto de Santos a partir de 1926, porém, já no fim de seu plano, a economia mundial afunda na crise de 1929.
Dedicado à filantropia, Guilherme Guinle fundou, em 1923, a Fundação Gaffrée Guinle, a fim de prestar assistência médica à população carente carioca.
Em 1929, ele cofundou o Hospital Gaffrée e Guinle, hoje o hospital universitário da Universidade Federal do Estado do Rio de Janeiro (Unirio).

### Governo Vargas

Em 1941

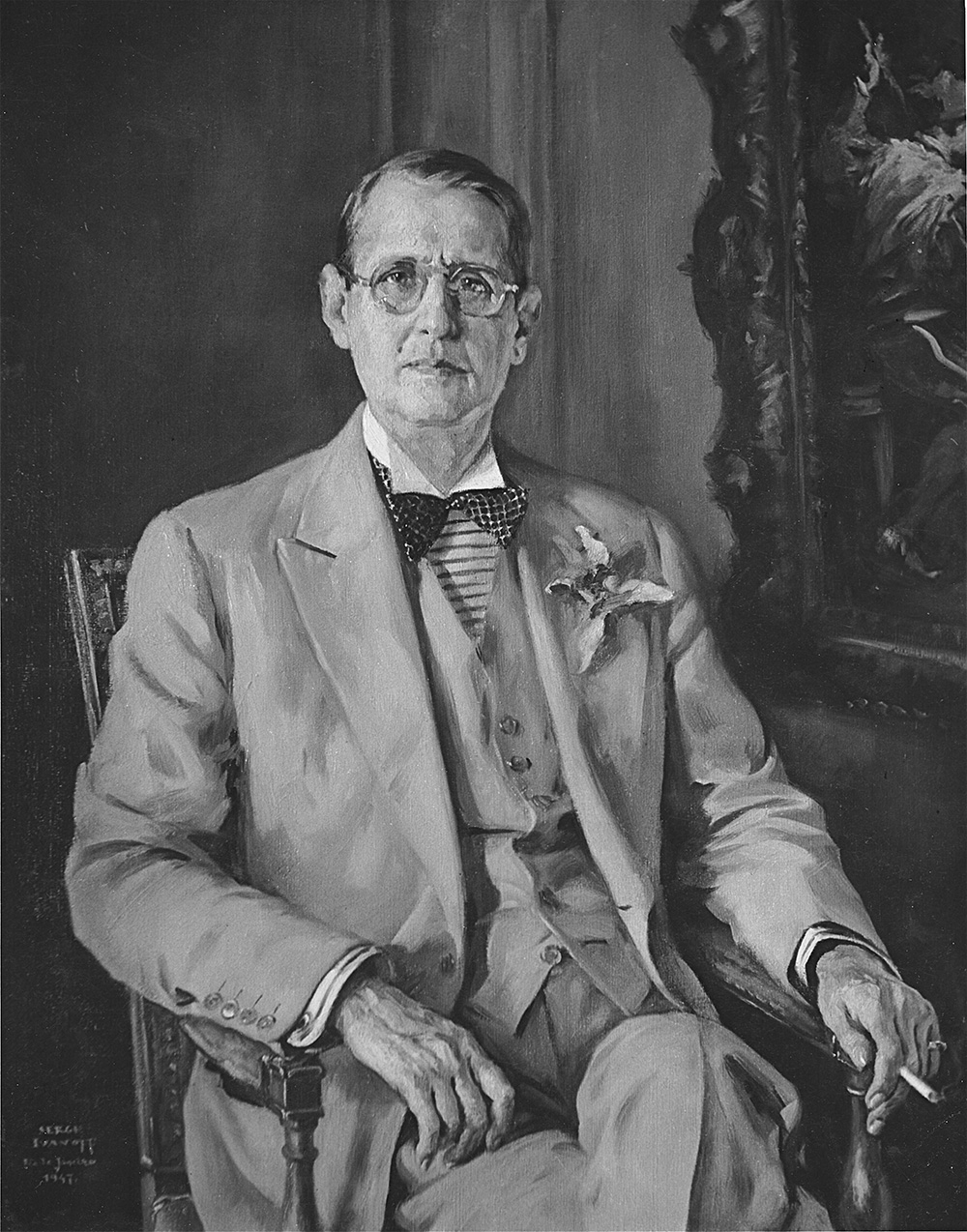
Retrato de Guilherme Guinle, por Serge Ivanoff. Rio de Janeiro, 1953

Durante a década de 1930, ele realizou investimentos na exploração de petróleo, cuja existência era, até então, discutida. Contudo, após a descoberta de petróleo no perímetro de Salvador, o presidente Getúlio Vargas estatizou o petróleo brasileiro, fundando a Petrobras anos mais tarde.
Nacionalista, Guilherme Guinle apoiou financeiramente a Aliança Nacional Libertadora (ANL), que visava ao combate ao Fascismo e ao Imperialismo.
Durante o Estado Novo, Guilherme Guinle ocupou o cargo de vice-presidente do Conselho Técnico de Economia e Finanças do Ministério da Fazenda, em que se manifestou contrário à participação de capital estrangeiro na exploração de minérios brasileiros e defendeu a criação de uma empresa estatal do setor siderúrgico.

#### Plano Siderúrgico
Em 1940, Getúlio Vargas nomeou-o presidente da Comissão Executiva do Plano Siderúrgico Nacional. Ele participou então das negociações do governo para obter empréstimos para a concretização de tal plano.
Obtido o financiamento do Ex-Im Bank, no ano seguinte, criou-se a Companhia Siderúrgica Nacional (CSN), construída em Volta Redonda. Guinle foi presidente da CSN até 1945.
Posteriormente, em 1942, estatiza as reservas de ferro de Itabira, até então pertencentes a Percival Farquhar, criando no mesmo ano a Companhia Vale do Rio Doce.

### Pós Vargas
Após a queda de Vargas, ele ocupou por alguns dias a presidência do Banco do Brasil.

## Representações na cultura
Foi interpretado por Ricardo Monastero na microssérie Gigantes do Brasil, do canal pago History, em 2016.